# Han Hulsbergen
Johannes Evert (Han) Hulsbergen (Hengelo, 12 mei 1901 – Blaricum, 24 maart 1989) was een Nederlands schilder en beeldhouwer.

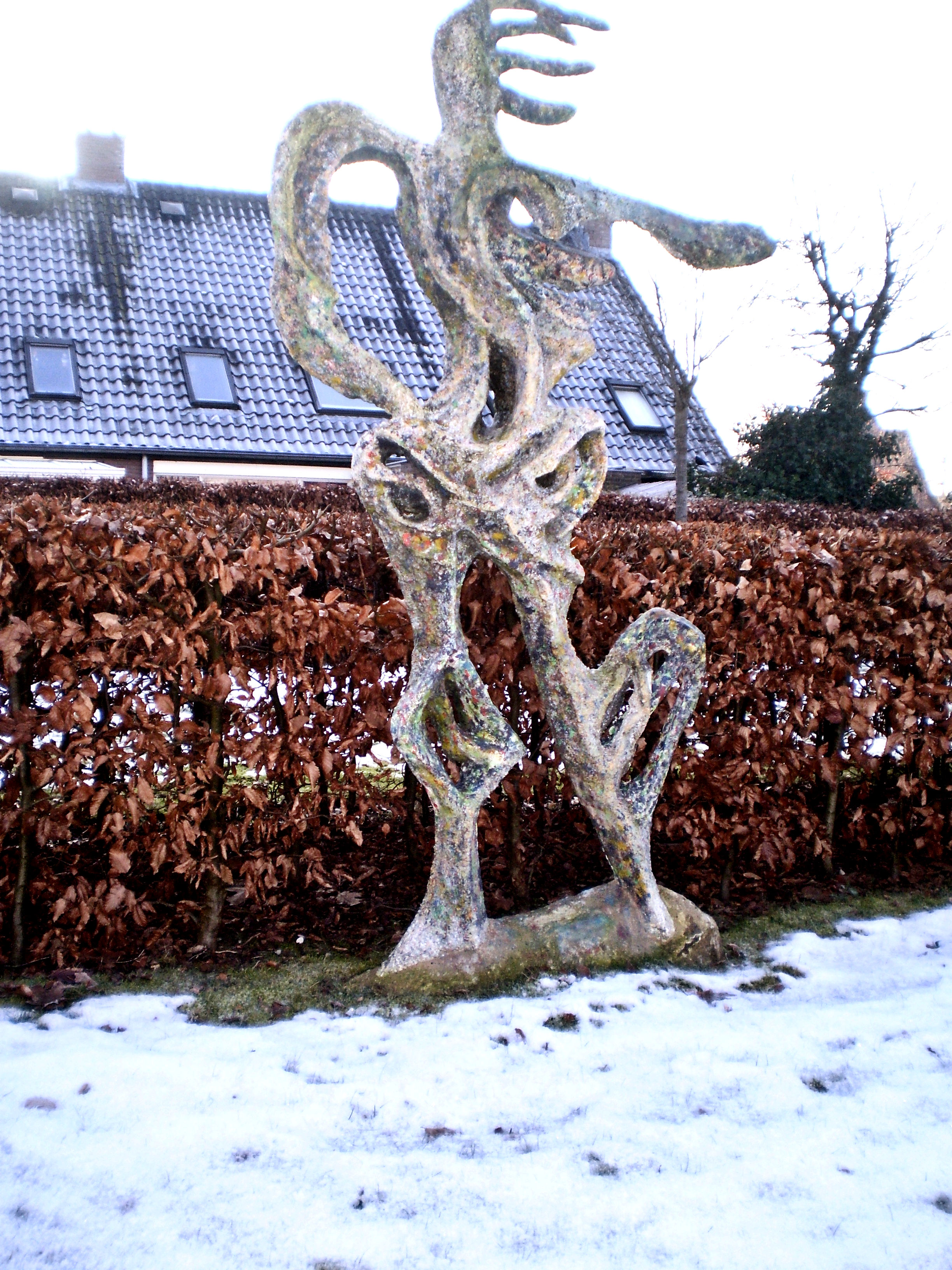
De Windman

## Leven en werk
Hulsbergen verhuisde in 1927 naar Amsterdam, waar hij een opleiding volgde aan de Rijksacademie, als leerling van Johannes Hendricus Jurres en Hendrik Jan Wolter. Hij ontving in 1930 de Koninklijke Subsidie voor Vrije Schilderkunst, wat hem in staat stelde te studeren aan de Accademia di Belle Arti e Liceo Artistico in Florence (1931-1932). Hij keerde daarna terug naar Amsterdam. In 1935 ontving hij een accessit van ƒ 175 van het Willink van Collenfonds. In 1939 vestigde hij zich met zijn vrouw in Blaricum.
Hulsbergen schilderde, aquarelleerde en tekende onder meer neorealistische portretten, landschappen en figuurvoorstellingen. In de jaren veertig laat zijn werk invloeden zien vanuit het kubisme, vanaf de jaren zestig is het veelal abstract. In 1954 was hij een van de tien kunstenaars die door het ministerie van onderwijs, kunst en wetenschappen werden uitgekozen om een reis naar het buitenland te maken als cultureel ambassadeur. Hulsbergen bezocht Athene en raakte daar geïnspireerd door de verhalen uit Griekse mythologie.
In de jaren vijftig experimenteerde Hulsbergen met beton, hij maakte betonschilderingen, maar ook betonpanelen en reliëfs die binnen de architectuur konden worden toegepast. Hij bedacht een manier om het beton door en door te kleuren en ontwikkelde een procedé waarbij het beton niet hoefde te worden gegoten. Hij kon hierdoor ook plastieken maken. Hulsbergen noemde zijn vinding, een mix van klei en beton, meliora beton. Vanaf 1965 maakte Hulsbergen ook schilderingen met email.
De kunstenaar was aangesloten bij Arti et Amicitiae en Sint Lucas, en was lid en voorzitter van de Gooische Schildersvereniging. Hij exposeerde onder meer bij het Centraal Museum, Hamdorff, het Stedelijk Museum Amsterdam en het Goois Museum. Zijn werk is opgenomen in meerdere museale collecties.
Hulsbergen overleed op 87-jarige leeftijd.

## Werken (selectie)
- De windman, Kerklaan (bij gemeentehuis), Blaricum
- Future of the atomic world, Bijvancksingel, Blaricum
- gevelplastiek (1961) aan de Gangelschool in Hoenderloo

- Biografisch Portaal: 58301710
- Gemeinsame Normdatei: 174315368
- RKD-Nederlands Instituut voor Kunstgeschiedenis: 40521
- Union List of Artist Names: 500676748
- Virtual International Authority File: 199188768
- WorldCat: E39PBJdCmFmHHRrxtdMfXF384q